# 賴琳恩
賴琳恩（1989年6月6日—），台灣女演員、模特兒，在2008亞洲小姐競選獲得季軍。

## 電視劇
| 年份   | 電視台                 | 劇名             | 角色     |
| 2007年 | 台視、三立都會台       | 鬥牛，要不要     | Molly-su |
| 2007年 | 華視、 八大電視台      | 熱情仲夏         | 遊客     |
| 2008年 | 華視                   | 莒光園地         | 曉姿     |
| 2009年 | 台視、三立都會台       | 敗犬女王         | 林美環   |
| 2010年 | 中視                   | 女王不下班       | 關茱兒   |
| 2011年 | 中視、八大電視台       | 美樂。加油       | 小君     |
| 2012年 | 三立都會台、東森綜合台 | 愛上巧克力       | 陸政君   |
| 2012年 | 壹電視、年代MUCH台     | 小站             | 小亞     |
| 2013年 | 中視                   | 求愛365          | 陳亦儒   |
| 2013年 | 壹電視、年代MUCH台     | 幸福蒲公英       | 陳春雅   |
| 2013年 | 台視、三立都會台       | 金大花的華麗冒險 | 凱樂     |
| 2014年 | 樂視視頻               | 光環之后         | 菲菲     |
| 2014年 | 樂視視頻               | 天后之徵         | 菲菲     |
| 2014年 | 三立都會台、東森綜合台 | 喜歡·一個人      | 程樂瑄   |
| 2014年 | 三立都會台、東森綜合台 | 幸福兌換券       | 孫薇亞   |
| 2015年 | 華視                   | 校花的貼身高手   | 宋凌珊   |
| 2016年 | 中視、中天娛樂台       | 來自未來的史密特 | 何芸芸   |
| 2016年 | 台視、三立都會台       | 後菜鳥的燦爛時代 | 苗愛莎   |
| 2016年 | 騰訊視頻               | 電競紀元         | Ivy      |
| 2016年 | 中視、中天綜合台       | 讓愛飛揚         | 杜絲雯   |
| 2016年 | 樂視視頻               | 我的胡攪年代     | 沈薇     |
| 2017年 | 愛奇藝                 | 最愛女人RPG      | 甄艾     |
| 2017年 | 三立都會台、東森綜合台 | 真情之家         | 蘇黛雅   |
| 2018年 | KKTV                   | 美男魚澡堂       | 花向榮   |
| 2019年 | 台視、 八大綜合台      | 一起幹大事       | 謝小姐   |
| 2023年 | 三立都會台、華視       | 鬼之執行長       | 趙凱琪   |

### 電視電影
- 2012年:《躲貓貓》飾 謝雪
- 2013年:《親愛的 我想告訴你》飾 李曼君

## 電影
- 2009年:《絕命派對》
- 2010年:《十七號出口》飾演—蓉蓉
- 2010年:《拍賣春天》(原片名:黑色童話)飾 王艾佳
- 2014年:《寒蟬效應》飾 莉亞
- 2015年:《孤單的豌豆》飾 大莉
- 2019年:《大餓》飾 Lynn

### 短片/微電影
- 2012年:《遺忘的旅程》
- 2013年:《愛在旅行》
- 2013年:《1000次的呼喚》飾 潤之
- 2017年:《那十件事》飾 齊思曼

## 音樂錄影帶
- 《愛正要起飛》MV女主角（歌曲收錄於許紹洋《愛情經紀約》電視原聲帶，2007/11/17）
- 《無人值守》MV女主角（歌曲收錄於許紹洋《愛情經紀約》電視原聲帶，2007/11/17）
- 《燒火》（歌曲收錄於伍佰《忘情1015》專輯，2007/06/08）
- 《趁我》MV女主角（歌曲收錄於信《趁我》專輯，2009/11/20）
- 《嘻哈空姐》（歌曲收錄於周杰倫《跨時代》專輯，2010/05/18）
- 《美》MV女主角（歌曲收錄於王力宏《十八般武藝》專輯，2010/08/12）
- 《東區東區》MV女主角（歌曲收錄於八三夭《最後的8/31》專輯，2012/05/30）
- 《超有感》MV女主角（歌曲收錄於黃鴻升《超有感》專輯，2013/05/24）
- 《超級煩》MV女主角（歌曲收錄於黃鴻升《超有感》專輯，2013/05/24）
- 《聽說你找到快樂》MV女主角（歌曲收錄於林育羣《100分的朋友》專輯，2014/03/25）
- 《你哪位》MV女主角（歌曲收錄於隱分子樂團《ㄆ》專輯，2023/01/06）

## 出版書籍
- 2016年《Real Lene寫真書》

## 外部連結
- 賴琳恩 Lene Lai的Facebook專頁
- 賴琳恩的Instagram帳戶
- 賴琳恩Lene的新浪微博
- 賴琳恩在香港影庫上的簡介

| 前任： 孫辰 | 亞洲小姐競選季軍 2008年 | 繼任： 許嘉慧 |